# Жиль, Филипп Эмиль Франсуа
Филипп Жиль (фр. Philippe Gille, полное имя Филипп Эмиль Франсуа Жиль; 10 декабря 1831, Париж — 19 марта 1901, Париж) — французский публицист и драматург.
В молодости занимался скульптурой. В 1861 году стал секретарём «Театр Лирик». Писал в газетах и журналах Le Petit Journal, L’Écho de Paris, «Ле Солей», L’Histoire, с 1869 года писал в «Фигаро», где под псевдонимом «Железная маска» (Le Masque de fer) вёл театральную хронику. Активно выступал как литературный критик со статьями о новых книгах Виктора Гюго, Анатоля Франса, Пьера Лоти, Эрнеста Ренана и других видных французских писателей (собраны в пять сборников под общим названием «Литературная борьба» (фр. La bataille littéraire; 1889—1893). В 1899 году был избран членом  Академии изящных искусств. 
Жиль наиболее известен как либреттист двух знаменитых опер: «Лакме» Лео Делиба (1883, в соавторстве с Эдмоном Гондине) и «Манон» Жюля Массне (1884, в соавторстве с Анри Мельяком). 
На либретто Жиля написаны также несколько других опер Делиба, в том числе «Жан де Нивель» (1880) и оставшаяся незавершённой «Кассия» (1893), ряд оперетт Жака Оффенбаха — «Вечерний ветер» (фр. Vent du soir; 1857), «Жанна плачет, Жан смеётся» (фр. Jeanne qui pleure et Jean qui rit; 1864), «Пастушки» (фр. Les bergers; 1865), «Доктор Окс» (фр. Le docteur Ox; 1877) и другие, — оперетта Робера Планкета «Рип Ван Винкль» (1884) и т. д.
Жиль также выступил соавтором Эжена Лабиша в водевиле «30 миллионов Гладиатора» (фр. Les 30 millions de Gladiator; 1875) и Анри Мельяка в комедии «Муж для Бабетты» (фр. Le mari à Babette; 1881), выпустил книгу стихотворений «Гербарий» (фр. L’herbier; 1887), позволившую критику Полю Жинисти заметить, что, вопреки названию, «у поэтических цветов этого очаровательного сборника свежий цвет и живые краски только что собранного урожая».

## Личная жизнь
Был женат на дочери композитора Виктора Массе.